# Amigos de la Cuba Democrática
Amigos de la Cuba Democrática (Friends of Democratic Cuba en inglés) fue un grupo formado el 6 de enero de 1961 para servir como órgano recaudatorio de fondos del activista anticastrista Sergio Arcacha, un militante perteneciente al Consejo Revolucionario cubano (CRC), organización con sede en la ciudad estadounidense de Nueva Orleans.

## Historia
Según un documento de la Agencia Central de Inteligencia, fechado el 26 de octubre de 1961, esta organización:
"fue creada por varios empresarios locales de Nueva Orleans y figuras políticas, incluyendo al fallecido agente del FBI Guy Banister, que recaudaba fondos para ayudar a los cubanos anticomunistas en su lucha contra el comunismo."
Guy Banister, miembro de su consejo de administración, ofreció ayuda, según una carta escrita por la organización y formó parte de su junta directiva. Según la CIA, un mes después de la creación de Amigos de Cuba Democrática (FDC), comenzaron las críticas por parte de algunos activistas cubanos, que afirmaban que la FDC se constituyó desde el principio para el beneficio personal de sus promotores. Estas sospechas se vieron reforzadas por la escasa actividad del grupo en comparación con otras organizaciones anticastristas.